# ホームランキャッチ

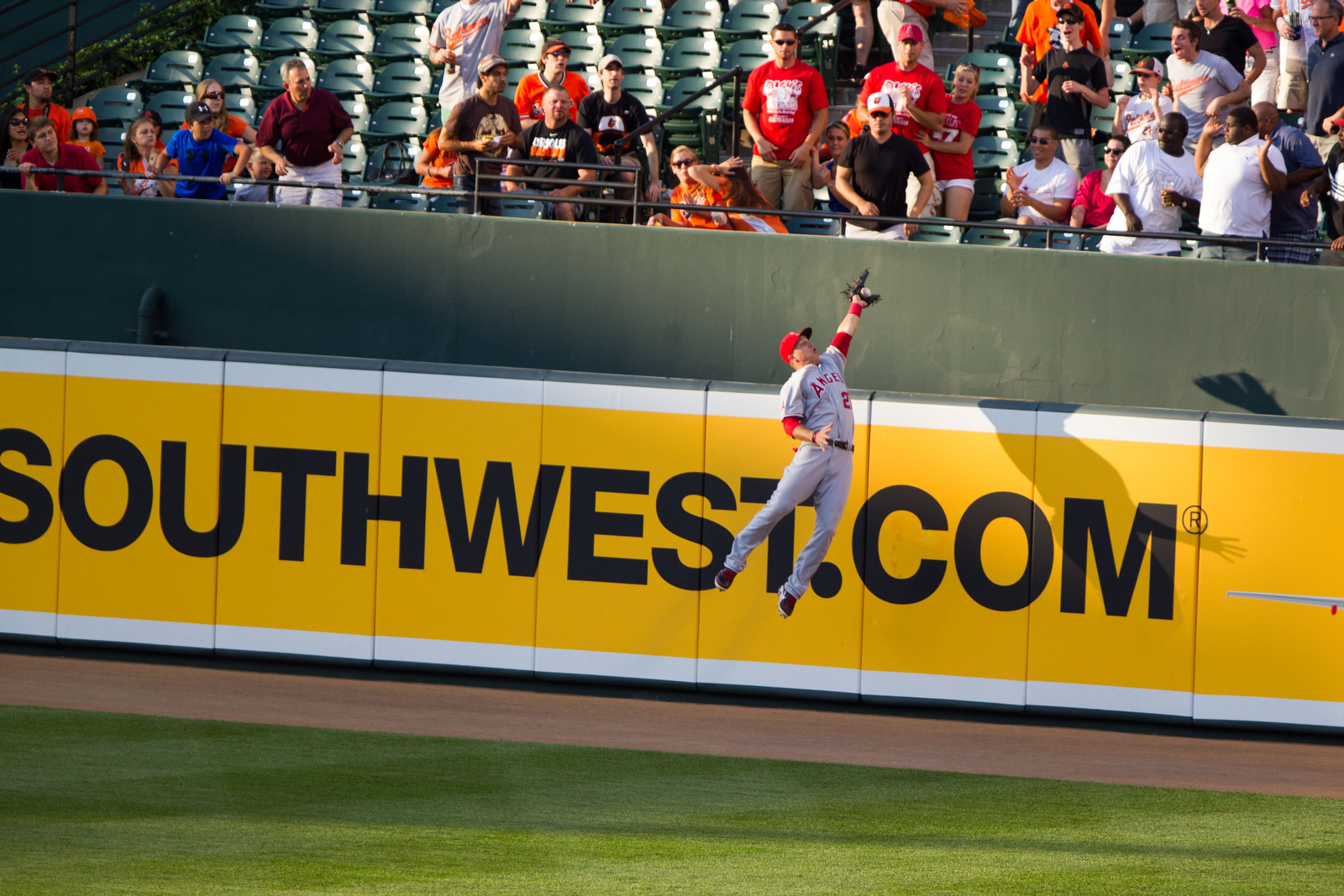
2012年6月27日のボルチモア・オリオールズ戦の1回裏でホームランキャッチをするマイク・トラウト

ホームランキャッチは、野球において、野手が捕球しなければスタンドに入ってホームランとなる飛球を捕球することである。

## 概要
打者の打った打球が、捕球しなければスタンドに飛び込みホームランとなるような大きな飛球となっているとき、野手（主に外野手）が飛球のタイミングに合わせて上方に高くジャンプしたり、フェンスに登って構えたりして、その飛球を捕球することであり、「捕っていなければホームランになっていた」というプレーである。

### 日本
パシフィック・リーグでは、2020年10月25日に東北楽天ゴールデンイーグルスの田中和基がホームランキャッチを行い、それ以降では見られていない。パシフィック・リーグでの本拠地で最もホームランキャッチが現実的なのは、宮城球場である。この球状はフェンスの高さは2.5メートルであり、左中間のフェンスは1.65メートルとさらに低いためにジャンプをしなくてもホームランキャッチをすることができる。他には千葉マリンスタジアムとエスコンフィールドHOKKAIDOはフェンスはラバー部分と金網部分の2段構造になっているため、ラバー部分に乗ることができればホームランキャッチをできる可能性がある。本拠地ではないが神戸総合運動公園野球場はフェンスが低いためジャンプをすればホームランキャッチを狙うことができ、2019年に埼玉西武ライオンズの金子侑司がホームランキャッチを見せた。
広島東洋カープの赤松真人は、2010年に左中間への打球をフェンスによじ登りホームランキャッチをした。その年の赤松は、自身の初となるゴールデングラブ賞を受賞した。
阪急ブレーブスに所属した山森雅文は1981年9月16日に阪急西宮球場で行われたロッテオリオンズ戦でホームランキャッチを見せ、このプレーは「日本人第1号の米国野球殿堂入り」（殿堂博物館に展示された日本人選手第1号。野球殿堂入り選手という括りではない）となっている。

### MLB
2024年10月6日に、サンディエゴ・パドレスはダルビッシュ有が登板して、その時にロサンゼルス・ドジャースのムーキー・ベッツが大飛球を打ったが、それをジュリクソン・プロファーがホームランキャッチしたために救われ、その回は三者凡退に抑えることができた。
2025年5月6日に、マイアミ・マーリンズのリアム・ヒックスは、3回1死1塁で右翼への大飛球を放った。これをロサンゼルス・ドジャースのアンディ・パヘスはフェンス際まで後退してジャンプをして捕球した。それから1塁へノーバウンドで送球してダブルプレイにした。
2025年5月9日にトロント・ブルージェイズのドールトン・バーショは、シアトル・マリナーズのベン・ウィリアムソンのホームランになる打球をホームランキャッチした。ドールトン・バーショはこれまでにも数々のホームランキャッチをしてきたが、これはその中でも際立つものであった。